# 3953 Perth
3953 Perth (1986 VB6) là một tiểu hành tinh vành đai chính được phát hiện ngày 6 tháng 11 năm 1986 bởi E. Bowell ở Flagstaff (AM).